# While the Light Lasts and Other Stories
While the Light Lasts and Other Stories (Enquanto Houver Luz no Brasil, O Dilema em Portugal) é uma coletânea de contos de Agatha Christie publicado pela primeira vez no Reino Unido em 4 de Agosto de 1997 pela HarperCollins. No Brasil foi publicado pela primeira vez em 2000 pela Editora Record. O livro contém nove histórias curtas. Com exceção do conto Christmas Adventure (Aventura Natalina), todos os contos foram publicados na coletânea The Harlequin Tea Set and Other Stories (Poirot e o Mistério da Arca Espanhola e Outras Histórias no Brasil).
A coletânea de nove contos inclui:
- The House of Dreams ("A Casa dos Sonhos")
- The Actress ("A Atriz")
- The Edge ("Tensão e Morte")
- Christmas Adventure ("Aventura Natalina", um conto de Hercule Poirot)
- The Lonely God ("O Deus Solitário")
- Manx Gold ("O Ouro de Man")
- Within a Wall ("Paredes que Atormentam")
- The Mystery of the Baghdad Chest ("O Mistério do Baú de Bagdá", um conto de Hercule Poirot)
- While the Light Lasts ("Enquanto Houver Luz")